# Macroglossum confluens
Macroglossum confluens är en fjärilsart som beskrevs av Rothschild och Jordan 1906. Macroglossum confluens ingår i släktet Macroglossum och familjen svärmare. Inga underarter finns listade i Catalogue of Life.